# Frederick Eberstadt
Frederick Eberstadt (24. července 1926 – 29. července 2023) byl americký módní fotograf a psychoterapeut.
Nejprve pracoval pro Eberstadt & Company, firmu svého otce. Poté pracoval v televizi a poté se stal asistentem Richarda Avedona. Fotografoval bohémskou scénu v New Yorku 60. let a psal pro americký módní magazín Women's Wear Daily.
Frederick Eberstadt zemřel 29. července 2023, bylo mu 97 let.